# Souvanna Phouma

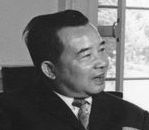
Souvanna Phouma

Prins Souvana Phouma (Luang Prabang, 7 oktober 1901 - Vientiane, 10 januari 1984) was een Laotiaans politicus en zoon van koning Sisavang Vong. Hij was een halfbroer van prins Souphanouvong. 
Souvanna Phouma werd geboren in de stad Luang Prabang. Hij studeerde elektrotechniek in Frankrijk. Na zijn terugkeer in Laos was hij diverse malen minister. Souvanna Phouma behoorde tot een zogenaamde Neutralistische Partij, die weigerde een keuze te maken tussen Oost en West. In 1951 werd hij voor de eerste maal minister-president (tot 1954) en voor de tweede maal in 1956. In 1958 trad hij af. Via een staatsgreep wist hij in 1960 de macht te grijpen in het door een burgeroorlog verscheurde Laos. Hij vormde een regering waarin ook de door zijn halfbroer geleide Pathet Lao zitting had. De rechtse prins Boun Oum wist echter via een door de Verenigde Staten van Amerika gesteunde coup de macht te grijpen. Souvanna Phouma ging daarop naar Cambodja. Hij werd door de communistische en volksdemocratische landen nog steeds beschouwd als de premier. Vanuit zijn ballingsoord kwam hij tot een vergelijk tussen de rechtse regerende Democratische Partij van Boun Oum en de door Souphanouvong geleide Pathet Lao om tot een nieuwe, nationale regering te komen waarvan ook de neutralisten deel van zouden uitmaken. Deze regering kwam op 23 juni 1962 tot stand. Souvanna Phouma werd opnieuw premier. Twee jaar later viel de regering uiteen, en Souvanna Phouma regeerde nu uitsluitend met de rechtse Democraten. Hij had inmiddels zijn neutrale koers laten varen en de regering ontving de steun van de Verenigde Staten. 
In 1973 werd de coalitie hersteld, doch de macht van de Pathet Lao nam dusdanig toe dat zij in december 1975 de macht geheel naar zich toetrok. Souvanna Phouma werd als premier afgezet evenals koning Savang Vatthana. De volksrepubliek werd vervolgens uitgeroepen met Souphanouvong als president en Kaysone Phomvihane als premier. Souvanna Phouma werd regeringsadviseur van de nieuwe regering, maar zijn rol was uitermate marginaal. Hij overleed in Vientiane in 1984. 